# Liste der Monuments historiques in Uffheim
Die Liste der Monuments historiques in Uffheim führt die Monuments historiques in der französischen Gemeinde Uffheim auf.

## Liste der Objekte
| Bezeichnung                     | Beschreibung | Standort                       | Kennzeichnung | Schutzstatus | Datum     | Bild |
| ------------------------------- | --- | ------------------------------ | ------------- | ------------ | --------- | ---- |
| Hauptaltar                      | Altartisch, Tabernakel, Retabel und Gemälde; Holz und Stuck, farbig gefasst und vergoldet, sowie Ölfarbe auf Leinwand, 1831; das Gemälde von Sebastian Gutzwiller         | in der Kirche St-Michel (Lage) | PM68001574    | Inscrit      | 1992      |      |
| Schrank                         | Holz, bemalt, 17. oder 18. Jahrhundert | in der Kirche St-Michel (Lage) | PM68001184    | Inscrit      | 1988      |      |
| Chorgestühl und Wandvertäfelung | Holz, 1831 | in der Kirche St-Michel (Lage) | PM68001185    | Inscrit      | 1988      |      |
| Marienaltar                     | linker Seitenaltar; Altartisch, Retabel und Gemälde; Holz und Stuck, farbig gefasst und vergoldet, sowie Ölfarbe auf Leinwand, 1831; das Gemälde von Sebastian Gutzwiller | in der Kirche St-Michel (Lage) | PM68001572    | Inscrit      | 1992 1995 |      |
| Orgel                           | Haupteintrag für PM68000965 | in der Kirche St-Michel (Lage) | PM68000964    | Inscrit      | 1988      |      |
| Orgelprospekt                   | 1837 von Antoine Herbuté gebaut | in der Kirche St-Michel (Lage) | PM68000965    | Inscrit      | 1988      |      |
| Osterleuchter                   | Kupfer, vergoldet, zweites Viertel des 19. Jahrhunderts | in der Kirche St-Michel (Lage) | PM68001183    | Inscrit      | 1988      |      |
| Prozessionsbaldachin            | Holz, vergoldet, Stoff, um 1800 | in der Kirche St-Michel (Lage) | PM68001181    | Inscrit      | 1988      |      |
| Kronleuchter                    | Kupfer, vergoldet, Silber, 19. Jahrhundert | in der Kirche St-Michel (Lage) | PM68001182    | Inscrit      | 1988      |      |
| Sebastiansaltar                 | linker Seitenaltar; Altartisch, Retabel und Gemälde; Holz und Stuck, farbig gefasst und vergoldet, sowie Ölfarbe auf Leinwand, 1831                                       | in der Kirche St-Michel (Lage) | PM68001573    | Inscrit      | 1992 1995 |      |